# Ochsenfurt
Ochsenfurt ist eine Kleinstadt im unterfränkischen Landkreis Würzburg und liegt im südlichen Maindreieck. Die historische Altstadt verfügt über eine weitgehend erhaltene mittelalterliche Befestigungsanlage mit zahlreichen Türmen und Stadttoren. Ochsenfurt gehörte früher dem Domkapitel in Würzburg.

## Geographie

### Geographische Lage
Ochsenfurt gehört zum Landkreis Würzburg in Unterfranken.
Es liegt mit seiner Altstadt am linken Ufer des Mains westlich an der Südspitze des Maindreiecks, also südöstlich von Würzburg und südwestlich von Kitzingen. Dabei gibt die Stadt auch dem Würzburg-Ochsenfurter Maintal den Namen. Der bedeutendste der kleinen Mainzuflüsse in seiner Gemarkung ist der einen Kilometer mainabwärts der Altstadt von links mündende Thierbach. Weitere Bäche haben in die Hänge des Maintals Klingen eingeschnitten. Die Stadt ist von vielen Weinbergen umgeben und wirtschaftliches Zentrum der fruchtbaren Agrarregion Ochsenfurter Gau.

### Gemeindegliederung

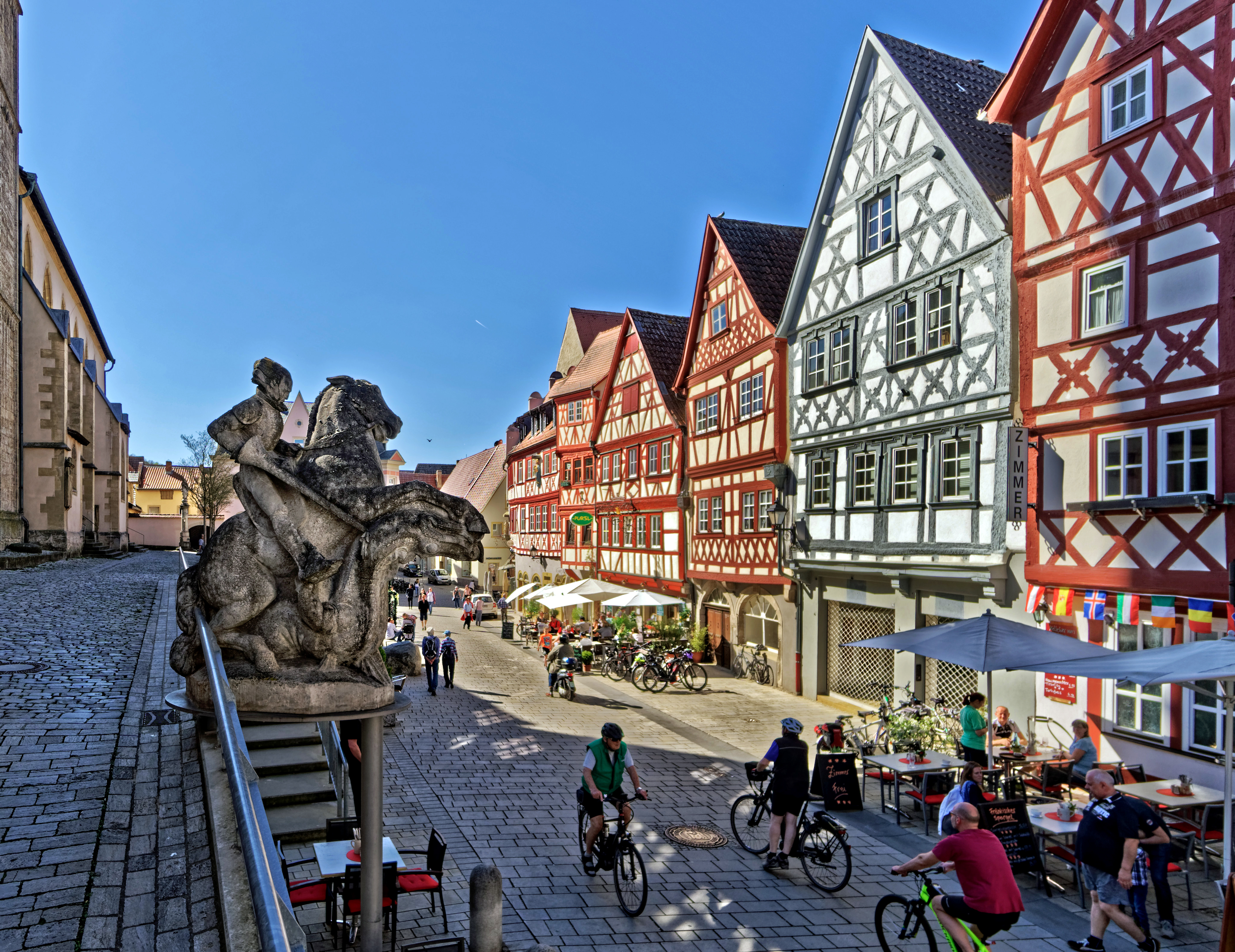
Fachwerkhäuser im Zentrum von Ochsenfurt.

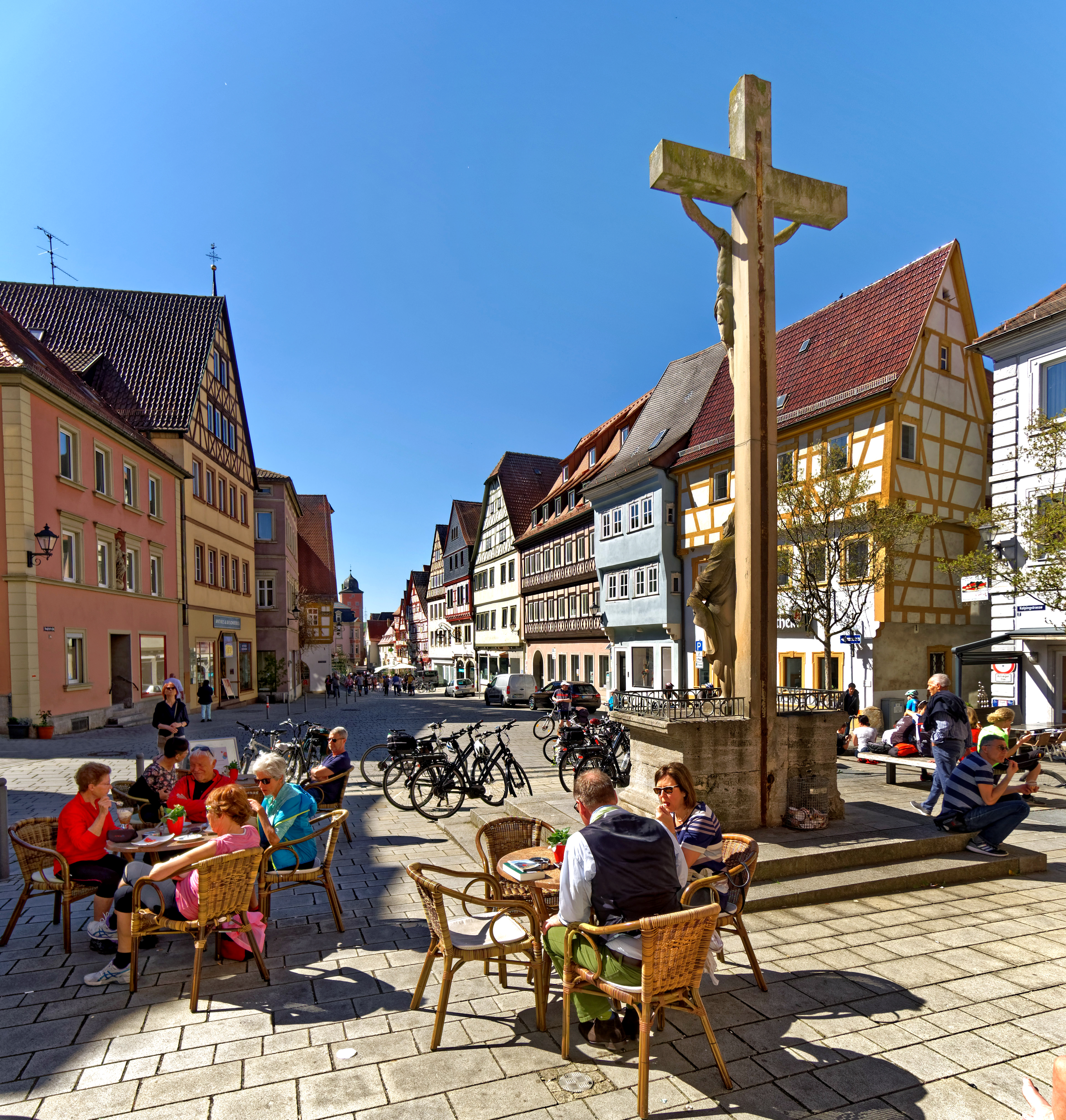
Blick vom neuen Rathaus zum Klingentor.

Die Gemeinde Ochsenfurt hat 16 Gemeindeteile (in Klammern der Siedlungstyp):
- Blunzenmühle (Einöde)
- Darstadt (Pfarrdorf)
- Erlach (Pfarrdorf)
- Fuchsenmühle (Einöde)
- Goßmannsdorf (Pfarrdorf)
- Hohestadt (Pfarrdorf)
- Hopferstadt (Pfarrdorf)
- Kaltenhof (Weiler)
- Kleinochsenfurt (Pfarrdorf)
- Mönchsmühle, (Einöde)
- Ochsenfurt (Hauptort)
- Oelmühle (Einöde)
- Rothmühle (Einöde)
- Scheckenmühle (Einöde)
- Tückelhausen (Pfarrdorf)
- Zeubelried (Pfarrdorf)

#### Ochsenfurt
Über 60 % der Bevölkerung wohnen in der Kernstadt, die mit Stand Dezember 2023 7169 Einwohner zählte.

#### Hohestadt
Hohestadt liegt südwestlich und nahe der Kernstadt auf 275 m Meereshöhe am Rand der Hochfläche über den Tälern von Main und Thierbach. Es hat 599 Einwohner (Januar 2020). Am 1. Juli 1971 wurde Hohestadt als eines der ersten umliegenden Dörfer eingemeindet.
Neben dem Altort und der Siedlung mit den Blumennamen verfügt die Gemarkung über ein nicht unbedeutendes Gewerbegebiet mit u. a. folgenden Firmen: Maschinenfabrik Kinkele, Kneipp GmbH, Fa. Herrhammer, Triltsch Druck und digitale Medien.
Außerdem gibt es einen Kindergarten.

#### Tückelhausen
Tückelhausen liegt südwestlich von Ochsenfurt am Thierbach und wird von 295 Menschen (Januar 2020) bewohnt. Der Ort geht zurück auf das Kloster Tückelhausen des Kartäuserordens. Die Kirche stammt aus dem 18. Jahrhundert. Mit der Säkularisation 1803 wurde das Kloster aufgelöst, die Mönchszellen wurden in Wohnungen umgewandelt. Das Dorf besitzt noch eine klosterähnliche Struktur und ein Kartäuser-Museum. Am 1. Juli 1972 wurde Tückelhausen ein Stadtteil von Ochsenfurt.

#### Goßmannsdorf
Goßmannsdorf liegt flussabwärts von Ochsenfurt am linken Mainufer und hat einen Haltepunkt an der Eisenbahnlinie Treuchtlingen–Würzburg. Seit dem 1. Juli 1972 ist das Dorf ein Stadtteil von Ochsenfurt. Goßmannsdorf hat 1100 Einwohner (Januar 2020).

#### Darstadt
Der westlichste Gemeindeteil, Darstadt, hat 202 Einwohner (Januar 2020), liegt auf der Höhe des Ochsenfurter Gaus und wird vom Saarbach durchflossen, der sich am östlichen Dorfrand mit dem Muckenbach zum Schafbach vereinigt, der bei Goßmannsdorf in den Main mündet. Es gehört seit dem 1. Januar 1972 zur Stadt.

#### Hopferstadt
Hopferstadt ist der südlichste Gemeindeteil von Ochsenfurt und liegt auf der Hochfläche des Ochsenfurter Gaus. Es hat 640 Bewohner (Januar 2020). Als letztes Dorf wurde es am 1. Mai 1978 eingemeindet. Die bei Hopferstadt gelegene mittelneolithische doppelte Kreisgrabenanlage zählt zu den größten derartigen Anlagen in Deutschland.

#### Kleinochsenfurt
Kleinochsenfurt liegt etwas flussabwärts von Ochsenfurt am gegenüberliegenden Mainufer. Bis ins 13. Jahrhundert war es nicht eindeutig von Ochsenfurt getrennt. Am 1. Juli 1971 wurde es eingemeindet. Das Dorf grenzt direkt an die Stadt. In Kleinochsenfurt leben 1132 Einwohner (Januar 2020).
Als örtliche Vereinigung besteht der Sportverein Kleinochsenfurt 1929/49 e. V.

#### Zeubelried
Zeubelried liegt auf der Hochfläche des Maindreiecks nördlich von Ochsenfurt und hat 161 Einwohner (Januar 2020). Es wurde am 1. Juli 1971 eingemeindet. Bekannt in der Umgebung ist das Zeubelrieder „Linsenspitzer-Fest“, welches immer am dritten Wochenende im August stattfindet. Veranstalter ist die Freiwillige Feuerwehr und die über die Grenzen des Landkreises hinaus bekannte Musikkapelle „Die Zeubelrieder“. An den beiden Festtagen besuchen mehrere tausend Menschen den Dorfplatz.

#### Erlach
Erlach liegt 3 km nördlich von Ochsenfurt auf der Hochfläche des Maindreiecks und ist der nördlichste Gemeindeteil von Ochsenfurt. Es gehört seit dem 1. Juli 1972 zur Stadt. Erlach hat 346 Einwohner (Januar 2020).

## Name

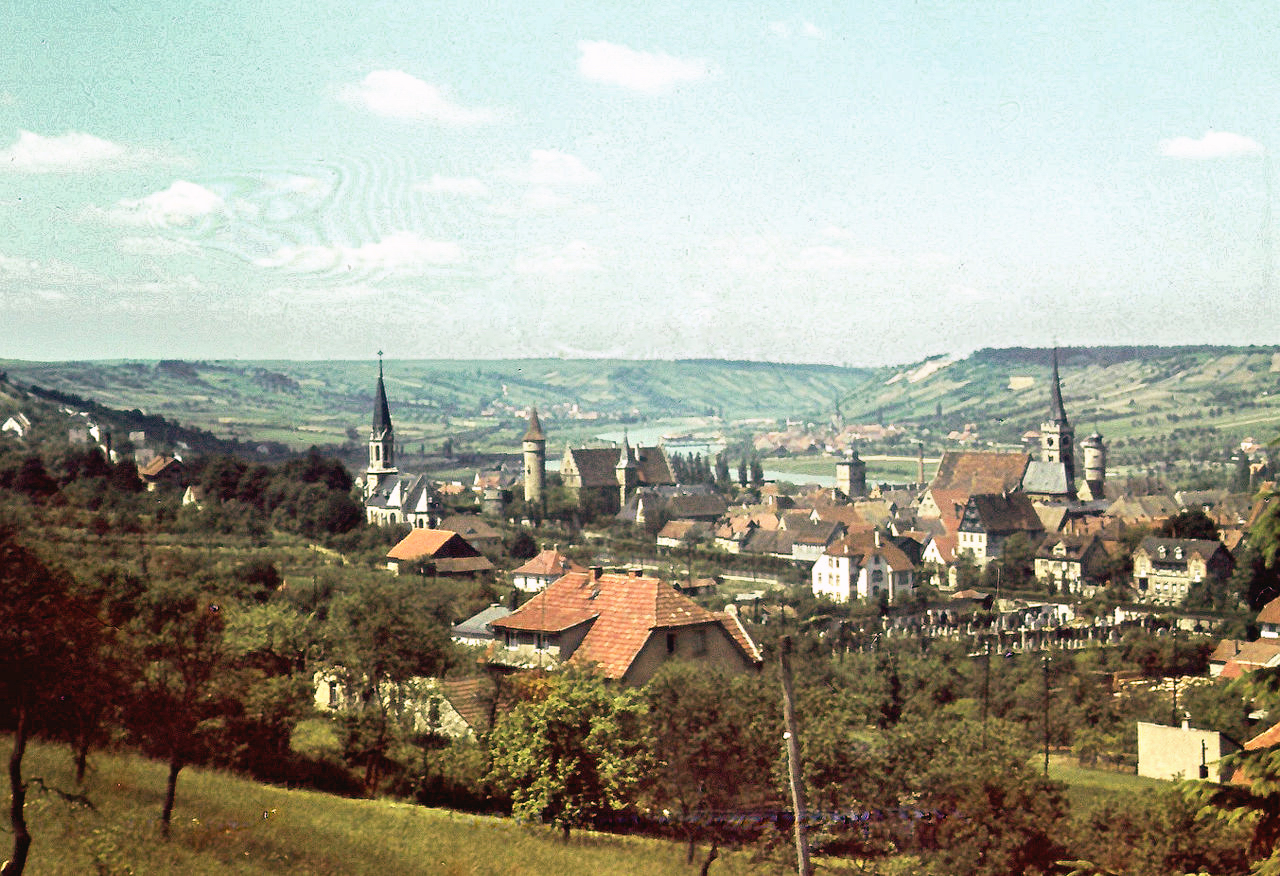
Ansicht von Ochsenfurt (Mitte 20. Jahrhundert)

Ochsenfurt ist einer von wenigstens sieben nach Furten benannten Orten am Main: Haßfurt, Schweinfurt, Ochsenfurt, Lengfurt, Kirschfurt, Trennfurt und Frankfurt. Und es ist einer von zwei nach Tieren benannten Furtorten an diesem Fluss. Ochsen waren früher sowohl als Zugtiere wie auch als Fleischlieferanten von Bedeutung. Der entsprechende englische Ortsname ist Oxford, im Griechischen  Bosporus.

## Geschichte

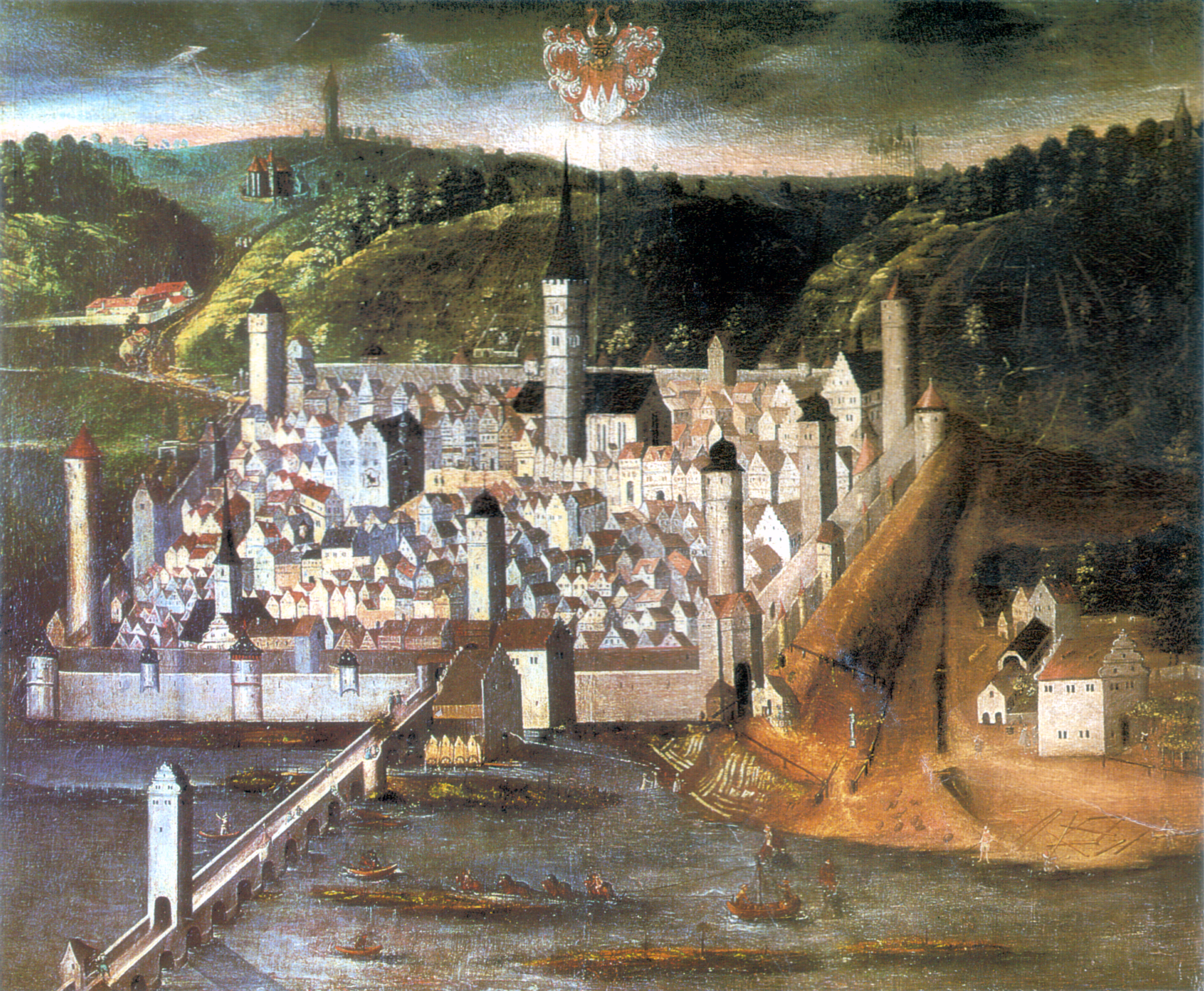
Ansicht von Ochsenfurt (1623)

### Bis zum 19. Jahrhundert
Die erste urkundliche Erwähnung erfolgte 725, als im Auftrag von Bonifatius ein Kloster in der Stadt gegründet wurde, in dem u. a. Thekla von Kitzingen Äbtissin war. Möglicherweise befand sich bis ins 11. Jahrhundert in Ochsenfurt ein Königshof. Um 1295 wanderte der Besitz der Stadt vom Tafelgut des Würzburger Bischofs in den Besitz des Würzburger Domkapitels. Die Mauern und Türme stammen aus dem 14. Jahrhundert. Seit dieser Zeit war die Stadt Teil des Hochstifts Würzburg, das auch zum Fränkischen Reichskreis gehörte. Erst mit dem Bau der Brücke 1512 gewann Ochsenfurt auch wirtschaftliche Bedeutung. 1525 kam es während der Bauernkriege zu Aufständen. Das neue Rathaus wurde bereits 1497 fertiggestellt. Die St.-Andreas-Kirche wurde 1288 geweiht. In Ochsenfurt existierte ein mittelalterliches Leprosorium, das vermutlich im 14. Jahrhundert gegründet wurde.
Ochsenfurt fiel 1803 zunächst an Bayern, 1806 an das Großherzogtum Würzburg, mit dem es aber 1813 wieder an Bayern zurückfiel.

### 20. Jahrhundert
Die Wirtschaftsentwicklung führte zu einem Wandel am Arbeitsmarkt. Berufe wie derjenige der Sandschöpfer, Hilfstätigkeiten in der Flussschifffahrt sowie landwirtschaftliche Arbeitsplätze verschwanden. An ihre Stelle traten zunehmend Industriearbeitsplätze sowie Arbeitsplätze in der Dienstleistung (Verwaltung, Tourismus).
Als im Zweiten Weltkrieg die amerikanischen Truppen näher rückten, hatte der Volkssturm mit Baumsperren Tore der Stadtbefestigung gesichert. Als die baldige Abreise des Kreisleiters Stoll ruchbar wurde, zogen am 29. März 1945 (Gründonnerstag) zahlreiche Frauen zur Kreisleitung, verlangten die Öffnung der Stadttore und die kampflose Übergabe der Stadt. Am Nachmittag räumten sie am Bollwerk, wie das befestigte Tor am Mainufer genannt wurde, trotz angedrohter Erschießungen alle Barrikaden. Erst lockerten die Kinder unbemerkt das Erdreich, holten Steine aus dem Boden; dann entfernten die Frauen die Steine mit einer menschlichen Kette und suchten mit Seilen die gelockerten Stämme heraus; zum Schluss unterstützten die Männer aus Ochsenfurt mit Gewehren die Zivilcourage der Frauen. Als die Naziverwaltung flüchtete, plünderten sie ein Vorratslager im Keller der NSDAP-Kreisleitung; mehrere Männer entschärften eingelagerte Panzerfäuste. Der Mittelbogen der alten Mainbrücke wurde am 31. März 1945 durch ein Pionier-Kommando der Wehrmacht gesprengt. Die Stadt wurde kampflos übergeben, so dass die Altstadt unzerstört blieb. Am Ostersonntag war die Stadt von den Amerikanern besetzt. Den mutigen Frauen von Ochsenfurt widmete der ehemalige Bürgermeister Peter Wesselowsky (SPD) ein Denkmal am Bollwerk.
Am 28. Juni 1953 kam es mit dem Fall Ochsenfurt im Zusammenhang mit der Einweihung der neuen Zuckerfabrik in Ochsenfurt zu einem Konfessionsstreit um die Teilnahme des evangelischen Dekans Wilhelm Schwinn bei der Segnung der Zuckerfabrik. Die Angelegenheit löste ein nationales Echo in der Presse aus.
Am 1. Juli 1972 wurde der Landkreis Ochsenfurt aufgelöst. Seitdem gehört die Stadt zum Landkreis Würzburg.

### 21. Jahrhundert
2014 fand in Ochsenfurt der 9. Tag der Franken statt unter dem Motto Franken – hier schlägt Main Herz.

### Eingemeindungen
Im Zuge der Gebietsreform in Bayern wurden am 1. Juli 1971 die Gemeinden Hohestadt, Kleinochsenfurt und Zeubelried eingegliedert. Am 1. Januar 1972 kam Darstadt hinzu. Erlach, Goßmannsdorf am Main und Tückelhausen folgten am 1. Juli 1972. Zuletzt kam Hopferstadt am 1. Mai 1978 hinzu.

### Einwohnerstatistik
Im Zeitraum 1988 bis 2018 sank die Einwohnerzahl von 11.525 auf 11.319 um 206 Einwohner bzw. um 1,8 %. 1996 hatte die Stadt 12.013 Einwohner.
Quelle: BayLfStat

### Konfessionsstatistik
Laut der Volkszählung 2011 waren 59,9 % der Einwohner römisch-katholisch 20,3 % evangelisch, und 20,0 % waren konfessionslos, gehörten einer anderen Glaubensgemeinschaft an oder machten keine Angabe. Der Anteil der Protestanten und Katholiken an der Gesamtbevölkerung ist seitdem jährlich um 1,5 Prozentpunkte gesunken. Mit Stand Juni 2024 hatte Ochsenfurt 12.273 Einwohner davon 44,7 % (5.491) Katholiken, 16,0 % (1.962) Protestanten und 39,3 % (4.820) gehörten entweder eine andere oder gar keine Glaubensgemeinschaft an.

## Politik

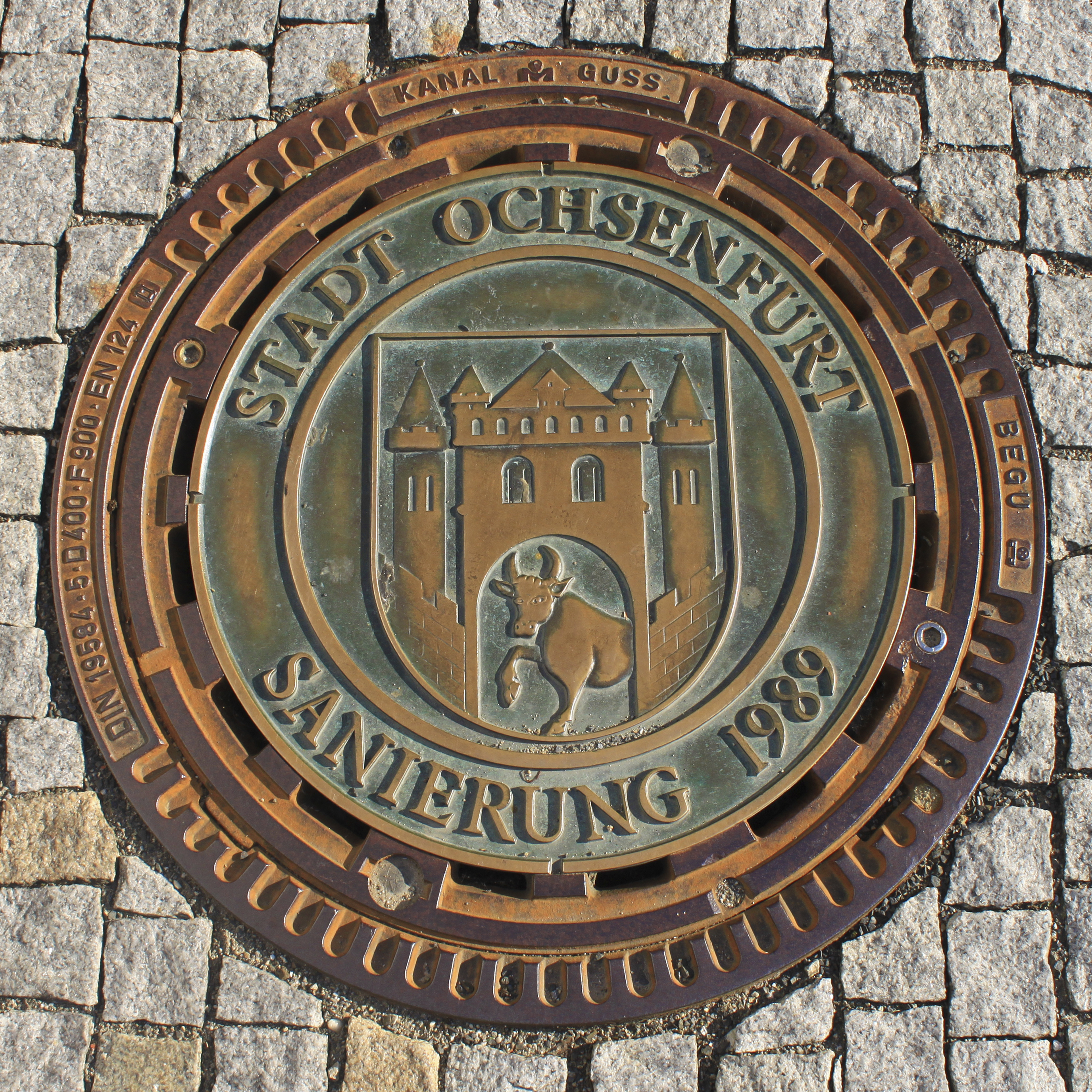
Ochsenfurter Schachtdeckel mit Wappen

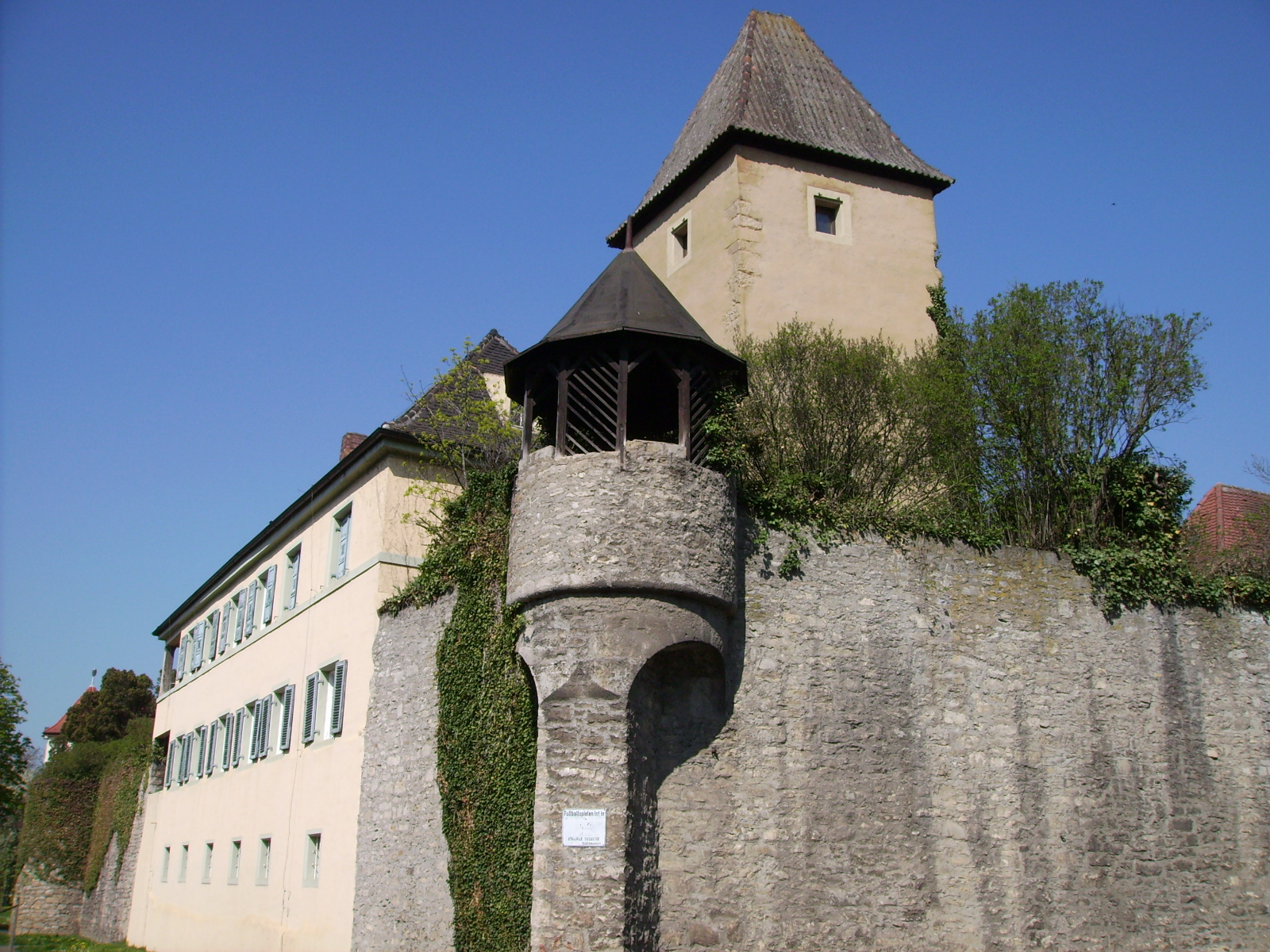
Pulverturm

### Stadtrat
Nach der Kommunalwahl am 15. März 2020 setzt sich der Stadtrat wie folgt zusammen:
| Partei/Liste | CSU | SPD | UWG-FW | GRÜNE |
| Sitze        | 8   | 5   | 8      | 3     |

### Bürgermeister
Erster Bürgermeister ist seit 2014 Peter Juks (UWG). Er setzte sich gegen den von 2008 bis 2014 amtierenden Rainer Friedrich (CSU) durch. Bei der Wahl vom 15. März 2020 erreichte er bei drei Bewerbern 47,88 % der Stimmen und wurde schließlich am 29. März 2020 in der Stichwahl mit 56,38 % der Stimmen wieder gewählt.
Vorgänger von Rainer Friedrich war von 1984 bis 2008 Peter Wesselowsky (SPD).

### Wappen
| Wappen von Ochsenfurt | Blasonierung: „In Silber eine rote Burg mit breitem Mittelturm und zwei spitzbedachten seitlichen Zinnentürmen, alle mit blauen Dächern; aus dem Tor hervorbrechend ein golden bewehrter schwarzer Ochse.“ |
| Wappen von Ochsenfurt | Das Wappen aus dem 13. Jahrhundert ist erstmals durch einen Siegelabdruck von 1316 belegt. |

### Städtepartnerschaften
- Coutances in Frankreich seit dem 18. Juni 1983

- Wimborne Minster in England seit dem 12. November 1989

- Colditz in Sachsen seit dem 3. Oktober 1990

- Bibbiena in Italien seit dem 14. Mai 2016

## Wirtschaft

### Arbeitsplätze
Im Jahr 2017 waren nach der amtlichen Statistik in der Stadt 4025 sozialversicherungspflichtig Beschäftigte tätig. Da von der Wohnbevölkerung insgesamt 4706 Personen einer versicherungspflichtigen Tätigkeit nachgingen, war die Zahl der Auspendler um 681 höher als die der Einpendler. Es gab 209 Arbeitslose.

### Landwirtschaft
Im Jahr 2016 gab es 111 landwirtschaftliche Betriebe.

### Tourismus
Der Main-Radweg, der Main-Tauber-Fränkische Rad-Achter und der Fränkische Marienweg führen durch Ochsenfurt.

### Verkehr
Mit dem Hafen Ochsenfurt wird die Stadt an das europäische Wasserstraßennetz angebunden.
Der Bahnhof Ochsenfurt liegt an der Bahnstrecke Treuchtlingen–Würzburg (Kursbuchstrecke 920), einer wichtigen Verkehrsachse im Schienennetz der Deutschen Bahn. Es verkehren im Stundentakt Regionalbahnen, die Ochsenfurt stündlich mit Treuchtlingen sowie mit dem Oberzentrum Würzburg verbinden; nachmittags gibt es annähernd einen Halbstundentakt zwischen Würzburg und Marktbreit. Die Gaubahn von Ochsenfurt über Gaukönigshofen und Röttingen nach Weikersheim und die Stichbahn nach Creglingen wurden stillgelegt und in den 1990er Jahren abgebaut. Mehrere Buslinien verkehren von hier aus insbesondere in den südlichen Landkreis Würzburg. Da dieser dem Verkehrsverbund Nahverkehr Mainfranken (NVM) angehört, können alle Verkehrsmittel des ÖPNV zu einheitlichen Tarifen genutzt werden.
Über die nahe gelegenen Autobahnen A 7 und A 3 ist Ochsenfurt mit je einer wichtigen Straßenverkehrsachse in Nord-Süd- und Ost-West-Richtung verbunden. Die nächste Anschlussstelle der A 7 befindet sich im ca. acht Kilometer entfernten Marktbreit, die der A 3 ca. zwölf Kilometer nördlich in Eibelstadt. Die Bundesstraße 13 führt durch Ochsenfurt.

### Ansässige Unternehmen

#### Südzucker

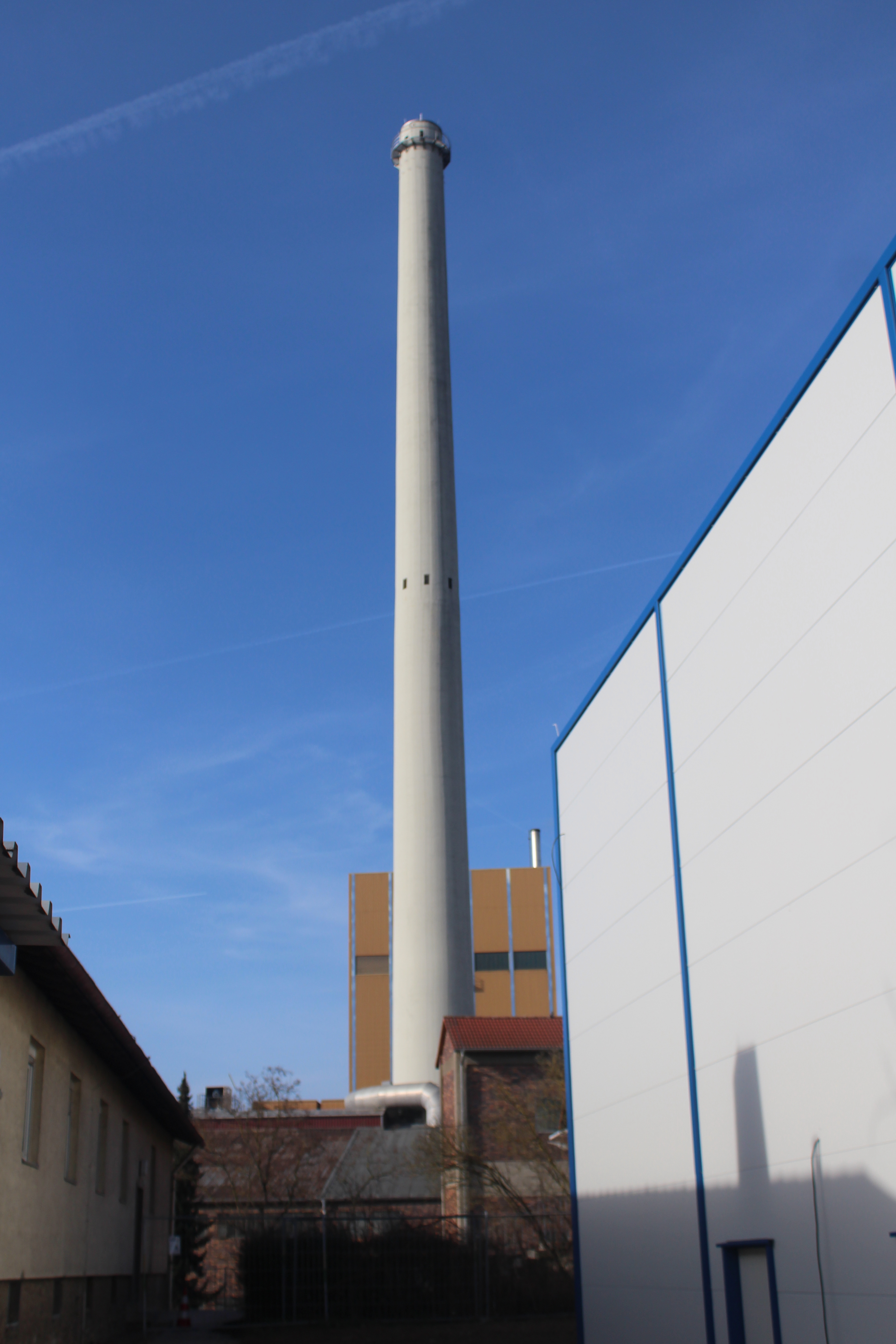
Schornstein der Zuckerfabrik Ochsenfurt

In Ochsenfurt betreibt die Südzucker AG Deutschlands derzeit drittgrößte Zuckerfabrik. Entstanden ist die Fabrik 1953. Rund 6200 Landwirte aus der Umgebung liefern jährlich von Mitte September bis Anfang Januar rund 1,5 Millionen Tonnen Zuckerrüben an. (Stand: Januar 2010)
Zu dieser Fabrik gehört auch ein 115 Meter hoher Schornstein.  Im Zusammenhang mit der Einweihung der Fabrik 1953 kam es zum Fall Ochsenfurt.
Am 17. Juni 2017 kam es auf dem Unternehmensgelände zu einem Großbrand mit mehreren Millionen Euro Schaden. Der Brand einer seit mehreren Jahren als „Provisorium“ aus Strohballen errichteten Lärmschutzwand griff auf Gebäude und einen Fördertunnel über.

#### Kneipp GmbH
Die in Würzburg ansässige Kneipp GmbH hat in Hohestadt-Ochsenfurt ihren Verwaltungssitz sowie einen Teil ihrer Produktionsstätte. Rund 700 Mitarbeiter arbeiten für die Kneipp GmbH weltweit, circa 500 davon in Deutschland.

#### Weitere
- Der weltweit größte Produzent von Maschinen für die industrielle Kerzenherstellung, Herrhammer, hat seinen Hauptsitz im Gemeindeteil Hohestadt.
- Das Maschinenbauunternehmen Kinkele hat seinen Sitz im Gemeindeteil Hohestadt. Als Zulieferer für Maschinenbau, Apparatebau, Stahlbau und Fördertechnik setzte das Unternehmen 2008 mit rund 500 Mitarbeitern 76,9 Millionen Euro um. Das Unternehmen war früher außerdem im Binnenschiffbau tätig[32][33]
- Der Architekt Helmut Knaus gründete im Jahr 1960 das Wohnwagenunternehmen Knaus KG im acht Kilometer entfernten Marktbreit. In der Fertigungsstätte in Ochsenfurt wurde eines der bislang meistverkauften Knaus-Modelle („Südwind“) produziert, bis 1970 die gesamte Produktion nach Jandelsbrunn verlagert wurde. Das Knaus-Center und der Knaus-Campingplatz verblieben vom Wohnwagenhersteller, der nun unter dem Namen Knaus Tabbert firmiert.
- Von regionaler Bedeutung sind die beiden Brauereien Kauzen Bräu GmbH & Co. KG und Privatbrauerei Öchsner GmbH & Co. KG

### Rundfunk

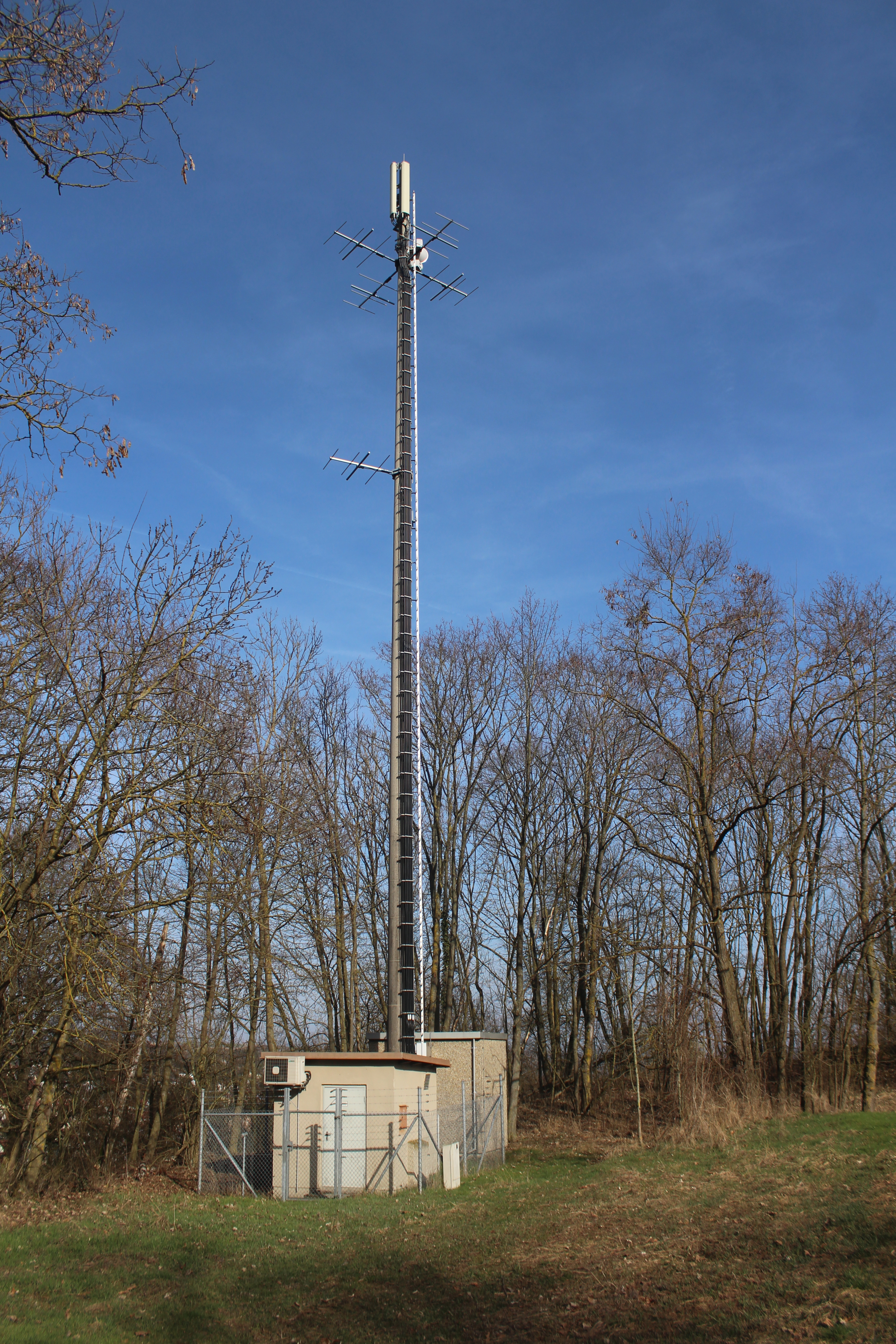
Sendeeinrichtung zur Verbreitung des Radioprogramms von Radio Charivari in Ochsenfurt

In Ochsenfurt befindet sich eine Sendeeinrichtung zur Verbreitung des Radioprogramms von Radio Charivari auf 92,6 MHz mit 50 W effektive Strahlungsleistung.

## Bildungseinrichtungen
- Zehn Kindertageseinrichtungen mit insgesamt 465 genehmigten Plätzen und 401 Kindern (1. März 2018)
- Grundschule Ochsenfurt
- Grundschule Goßmannsdorf
- Mittelschule Ochsenfurt mit Mittlere-Reife-Zug, offene und gebundene Ganztagsschule
- Realschule am Maindreieck
- Staatliche Berufsschule Kitzingen-Ochsenfurt
- staatliche Berufsfachschule für Kinderpflege
- staatliche Berufsfachschule für Hauswirtschaft
- VHS Volkshochschule Ochsenfurt
- Stadtbibliothek

## Bauwerke

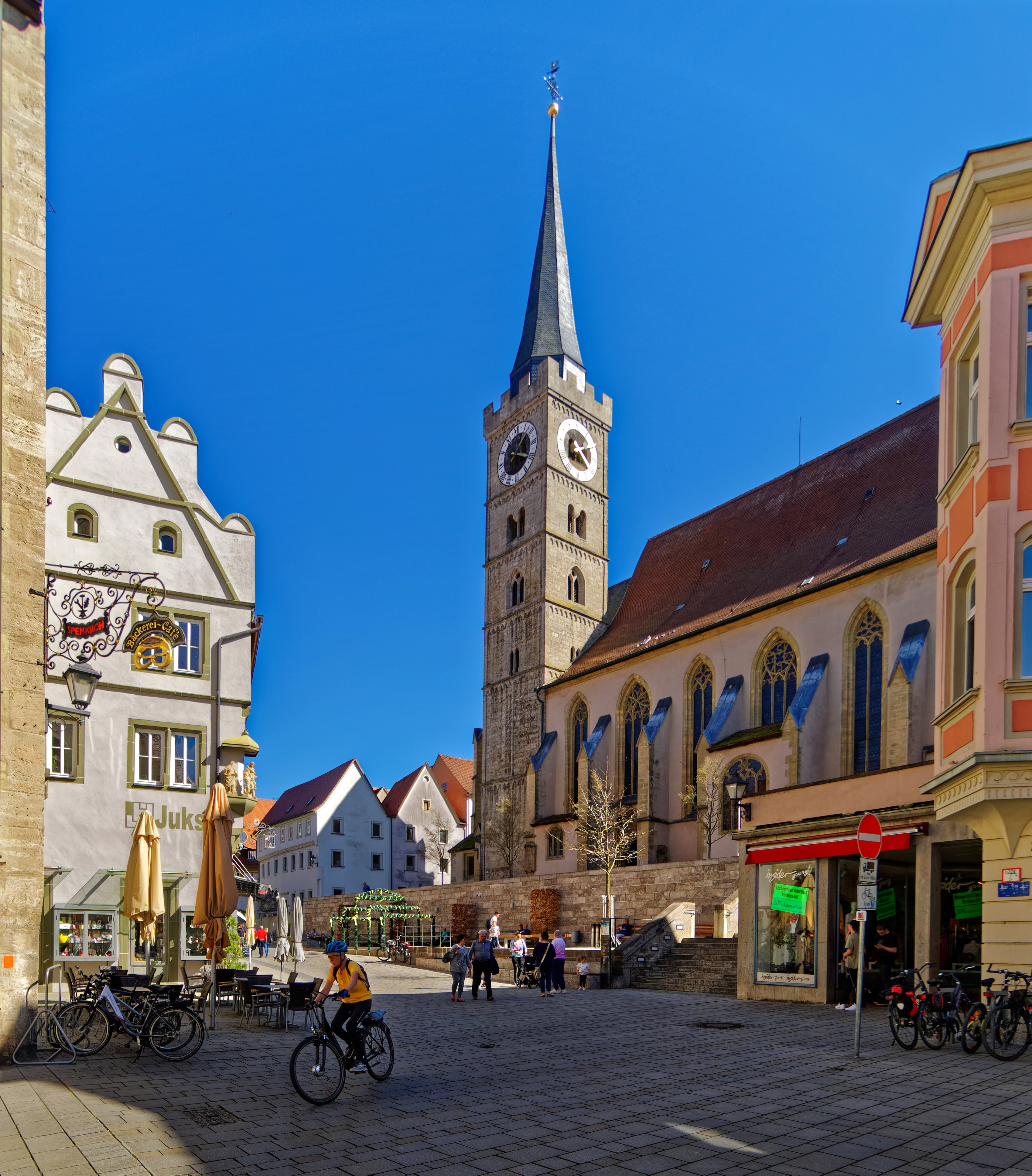
Die Stadtkirche St. Andreas.

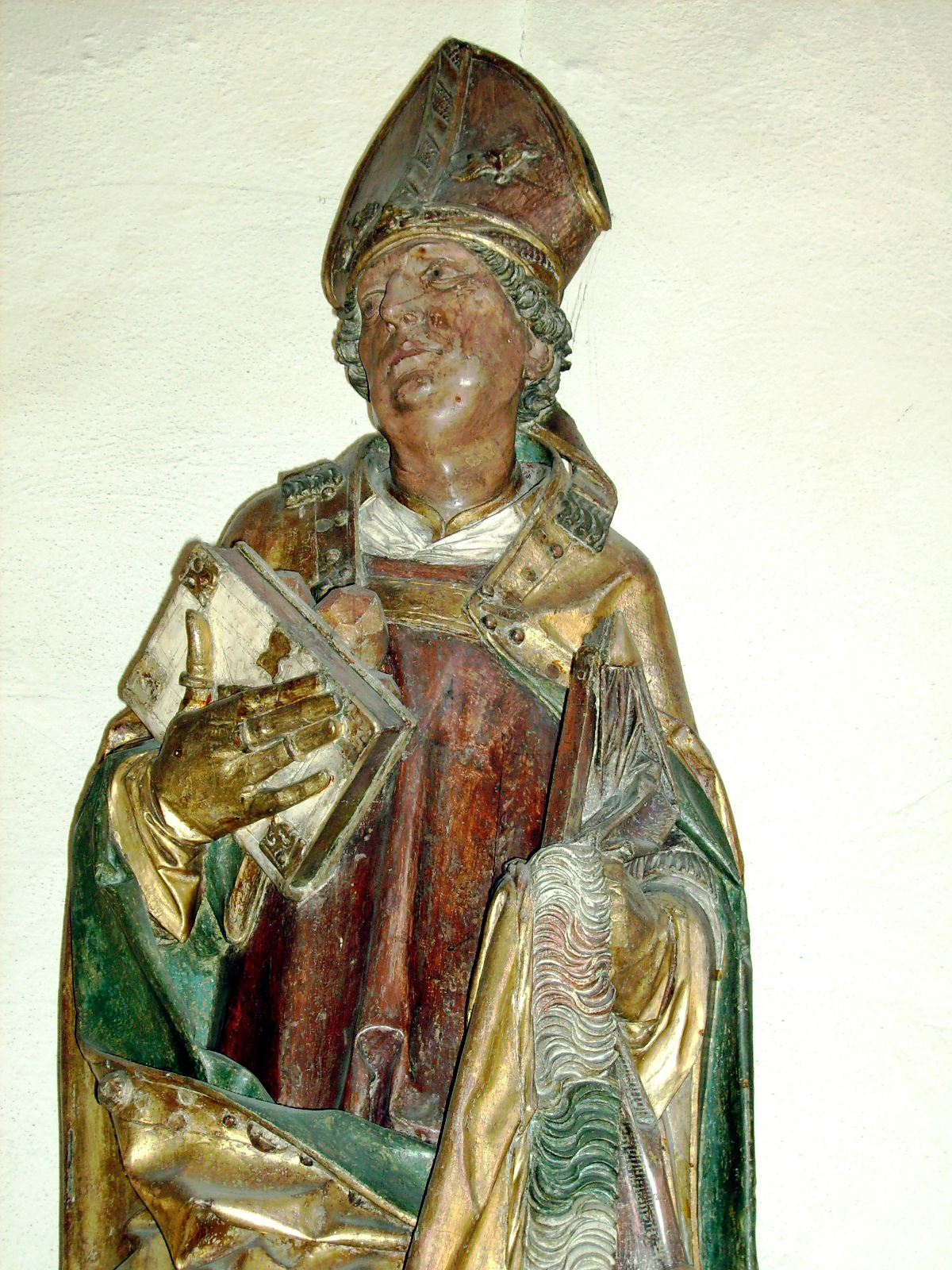
Hl. Nikolaus von Riemenschneider in der Stadtpfarrkirche

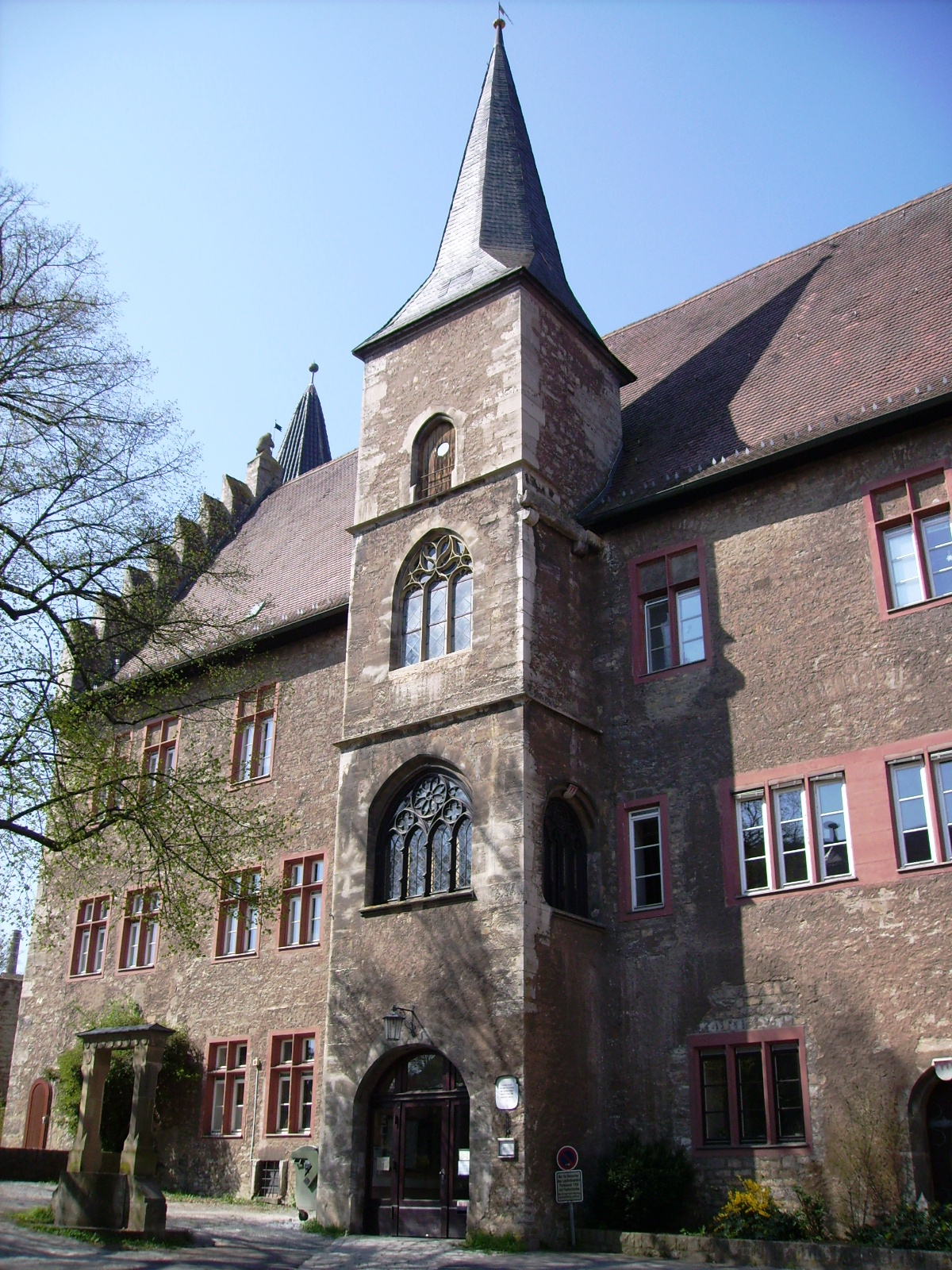
Domkapitelsches Palatium

### Kirchen
- katholisch
  - Stadtpfarrkirche St. Andreas
  - Michaelskapelle
  - St. Blasius (Zeubelried)
  - Kreuzkirche, ehemals Spitalkirche
  - Wolfgangskapelle
  - St. Thekla (Bärental/Lindhart)
  - Maria-Schnee (Kleinochsenfurt)
  - St. Burkard (Westsiedlung)
- evangelisch
  - Christuskirche
  - Johanneskirche (Erlach)
- Evangelisch-freikirchliche Gemeinde
- Neuapostolische Kirche
- St.-Melke-Kirche (syrisch-orthodox)

### Profanbauten
- Neues Rathaus mit Monduhr am Lanzentürmchen
- Altes Rathaus mit Pranger
- Domkapitelsches Palatium
- Schlösschen, nunmehr Heimatmuseum
- Kastenhof
- Greisinghaus, nunmehr Trachtenmuseum

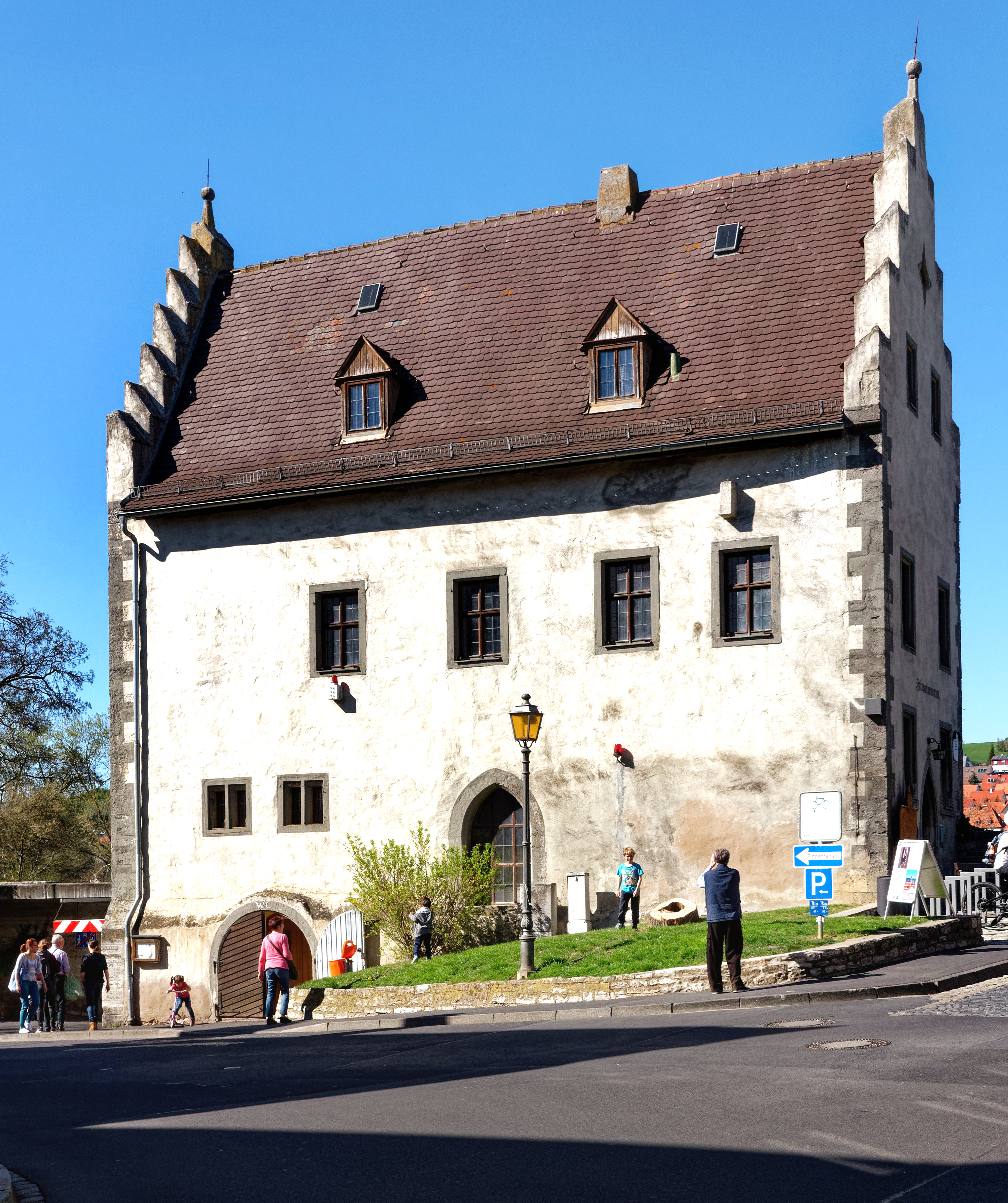
Das Heimatmuseum

### Museen
- Heimatmuseum im Schlösschen
- Trachtenmuseum im Greisinghaus

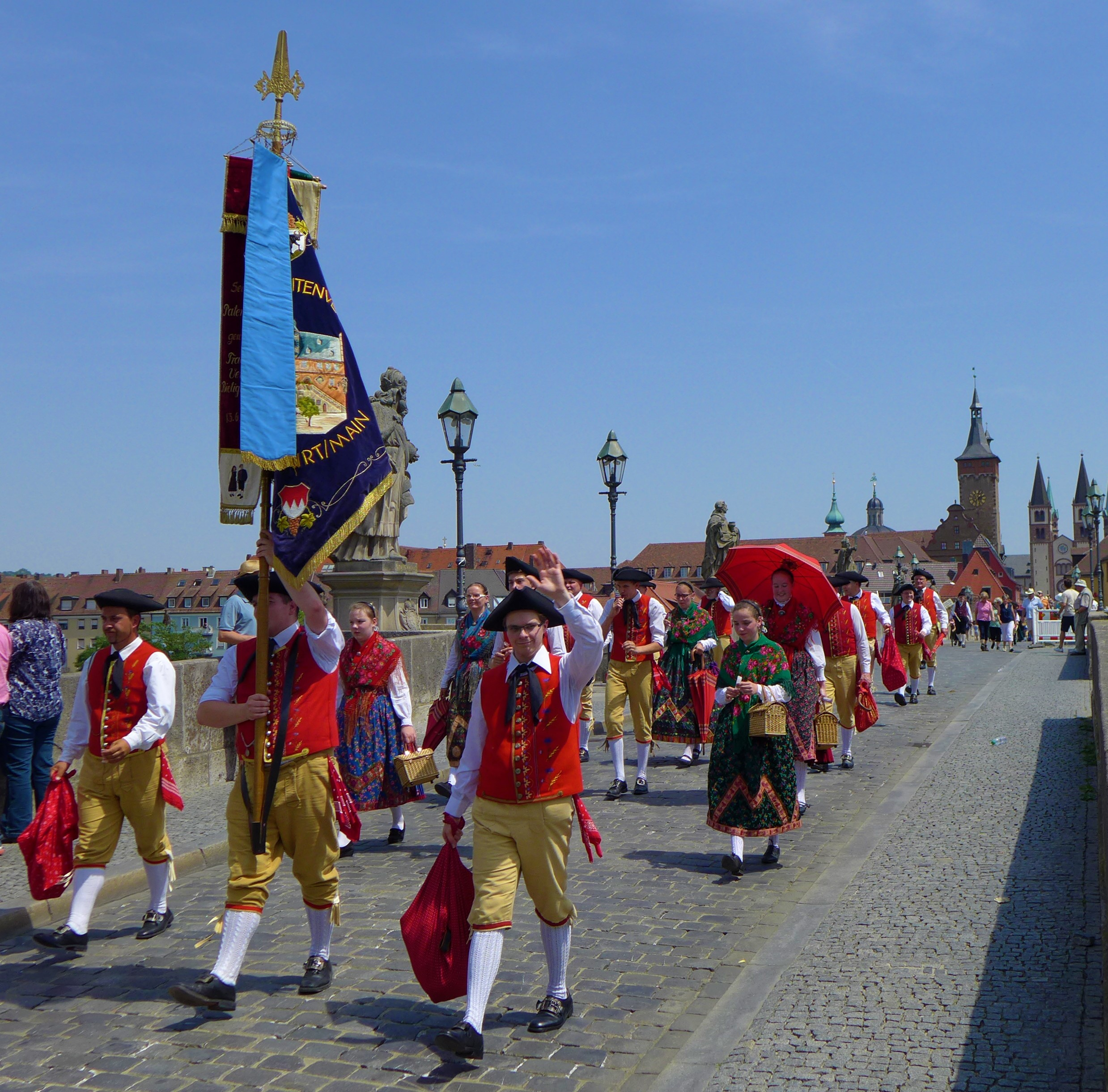
Trachten Ochsenfurt (Kiliani-Festzug 2015)

- Kartäusermuseum (Kloster Tückelhausen)
- Triasmuseum im Stadtteil Kleinochsenfurt
- Schul-Laden (Schulmuseum)
- Feuerwehrmuseum
- Nachlass Foto Knittel (Fotomuseum)

### Stadtbefestigung
Ein Großteil der mittelalterlichen Stadtbefestigung mit Ringmauer, Zwingermauer und Stadtgraben ist noch erhalten. Dazu gehören zahlreiche Türme und drei der ursprünglich vier Stadttore:

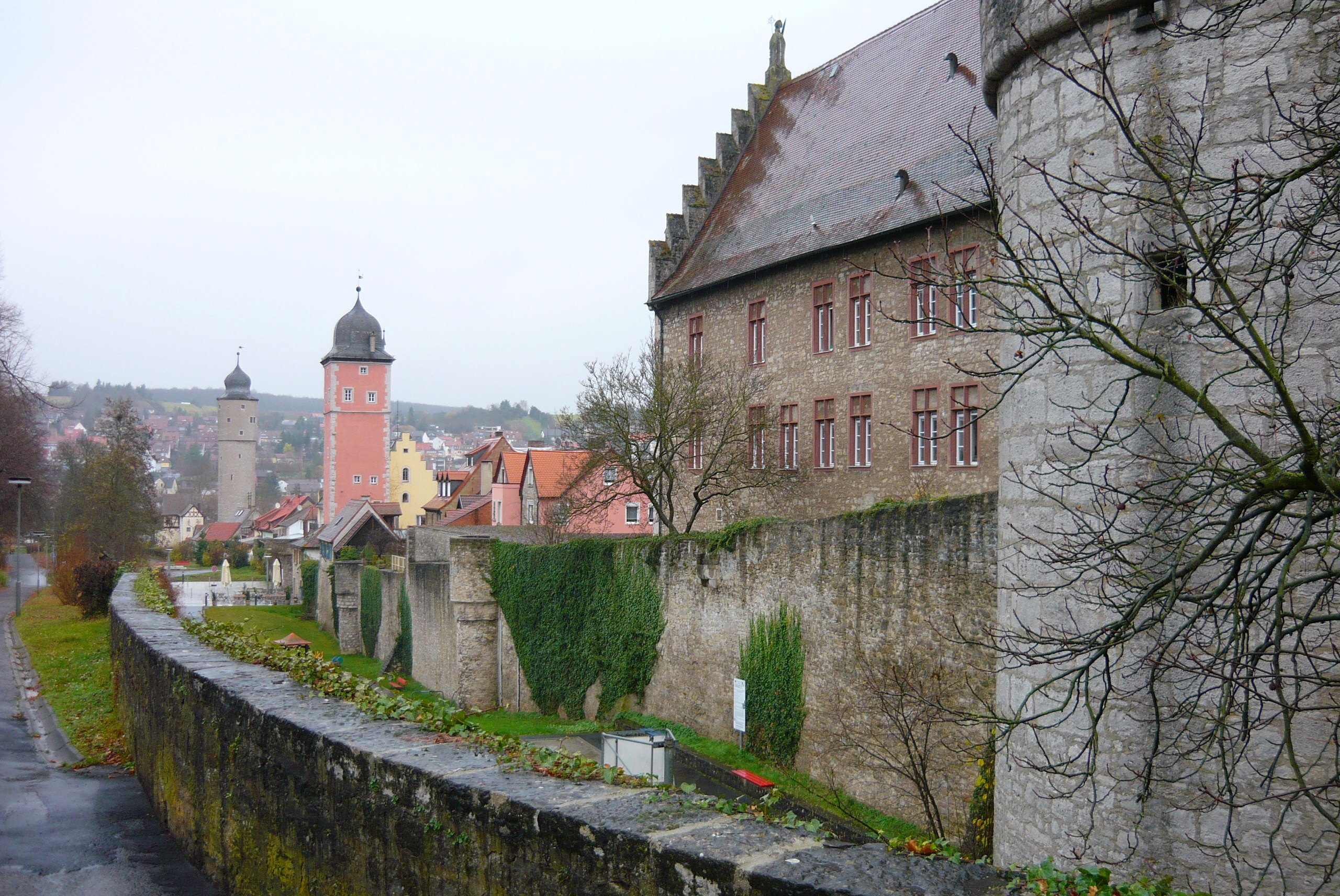
Westliche Stadtmauer mit dem rot gestrichenen Klingentor

- Unteres Tor mit dreifach gesicherter Torbastion, „Bollwerk“, historischer Freilichtschmiede und modernem Denkmal der tapferen Frauen von Ochsenfurt
- Oberes Tor: an dem massiven Turm sind noch Klauensteine der ehemaligen Fallgitter zu sehen
- Klingentor: es war Gefängnis und wurde Jugendherberge
- Taubenturm am Unteren Tor
- Dicker Turm und Nikolausturm am Palatium. Der Nikolausturm weist deutliche Spuren des Siebenjährigen Krieges auf.
- Pulverturm, ehemals Munitionslager und Gefängnis; wird von den örtlichen Pfadfindern genutzt
- Centturm

### Mainbrücken

#### Alte Mainbrücke

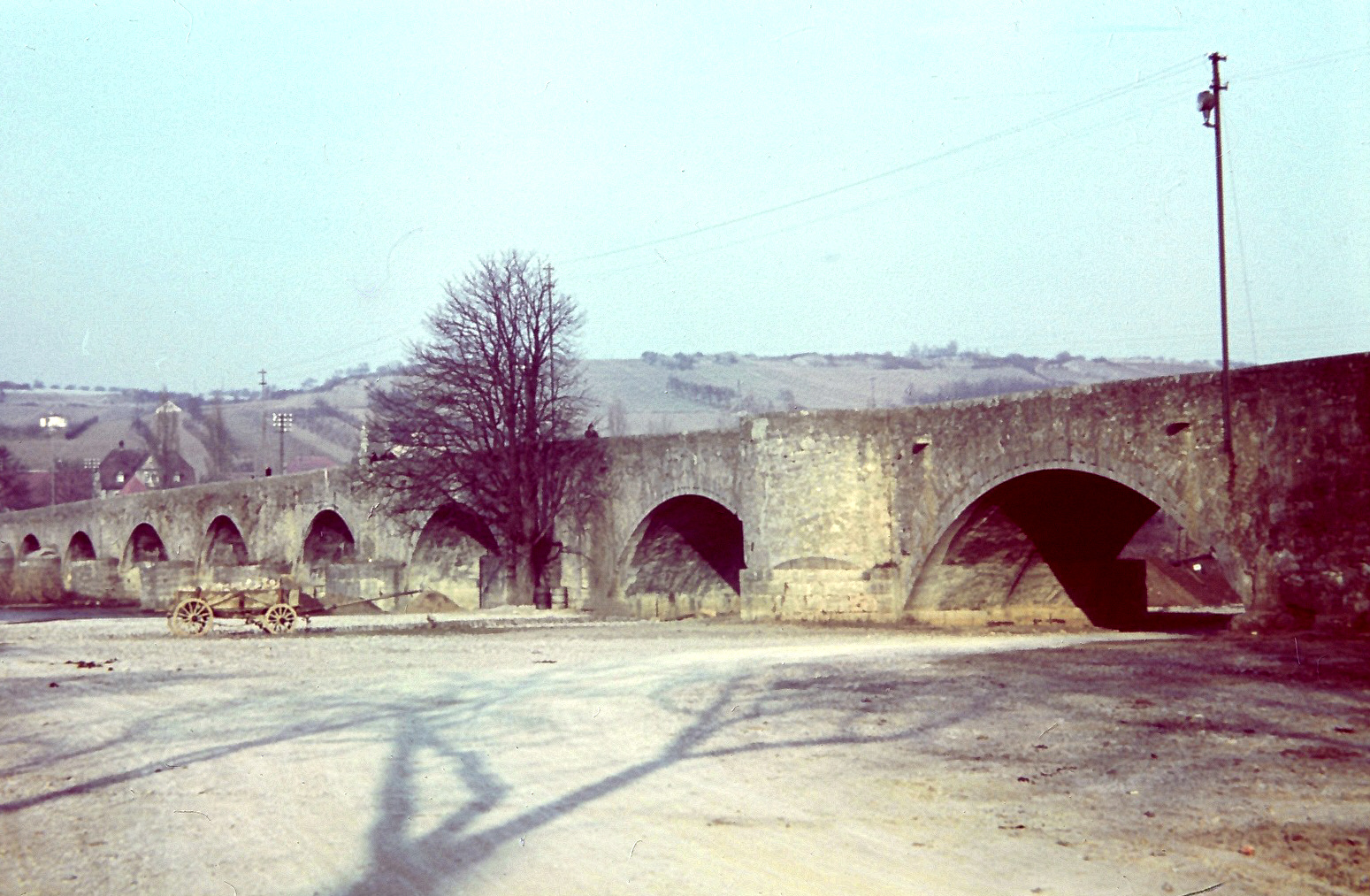
Alte Mainbrücke (1939)

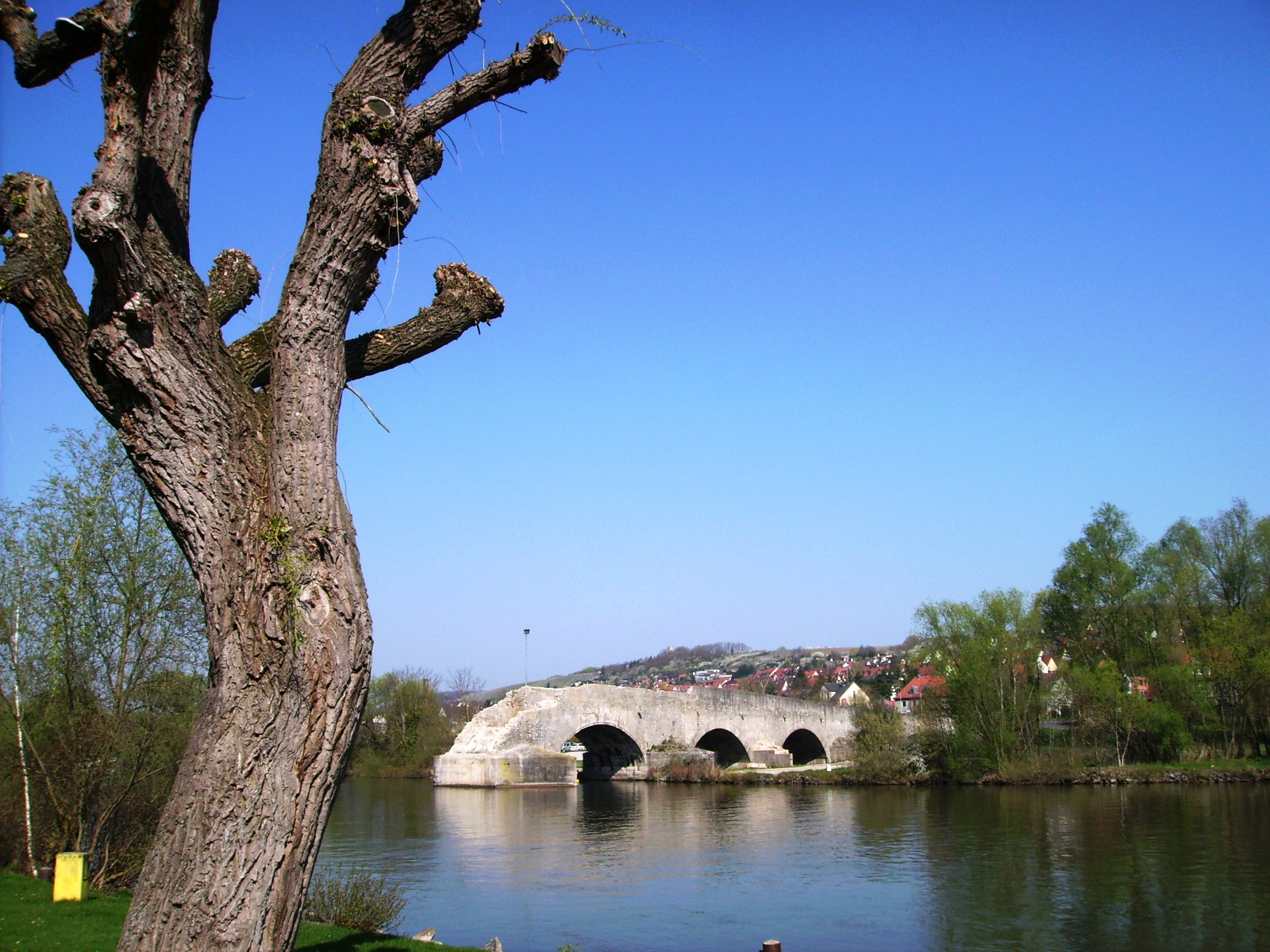
Alte Mainbrücke (2007)

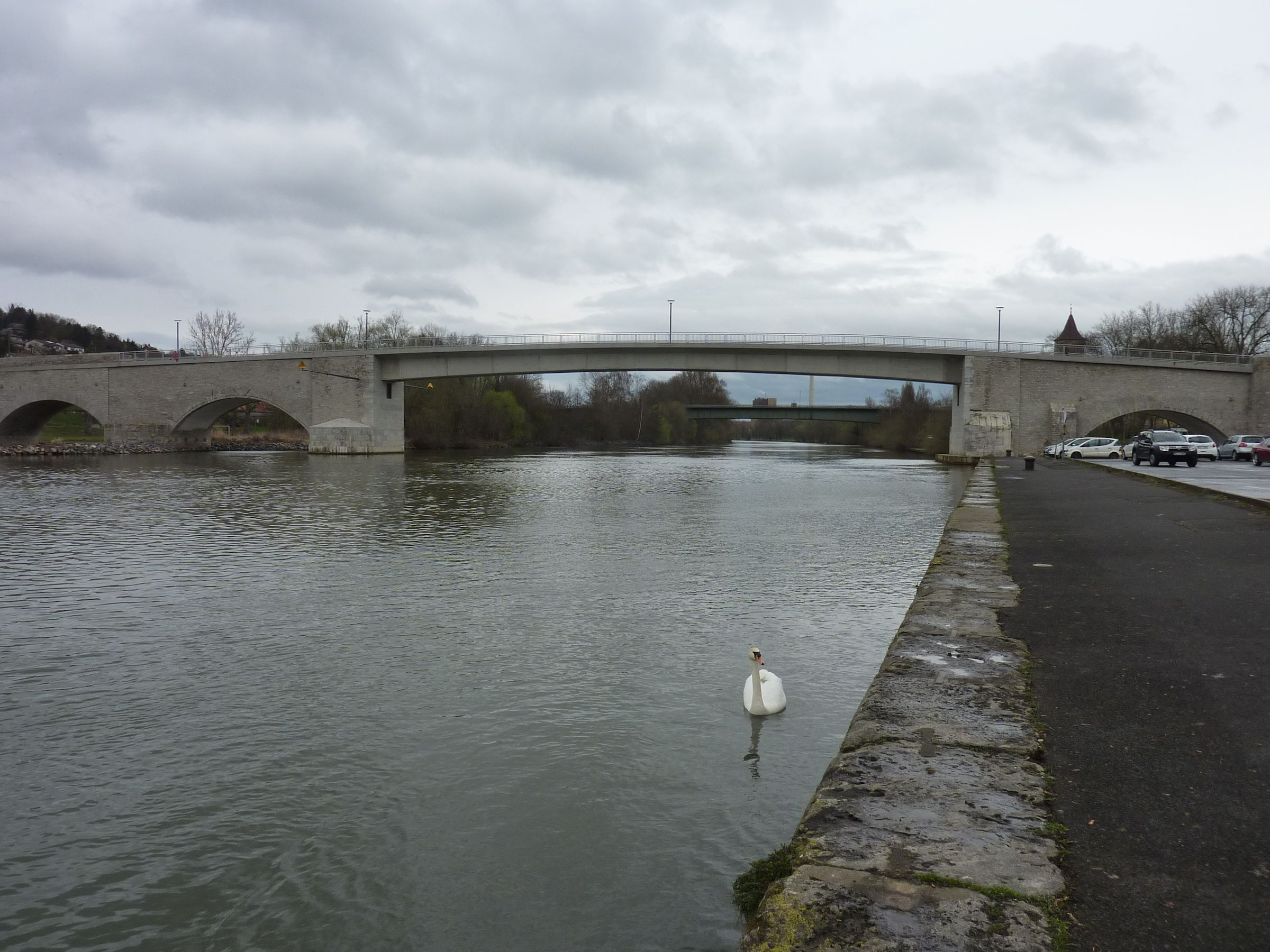
Alte Mainbrücke (2014)

Die Steinpfeiler der Alten Mainbrücke wurden zwischen 1200 und 1350 errichtet. Von 1512 bis 1520 wurde der hölzerne Überbau durch Steinbögen ersetzt. Am 31. März 1945 sprengte die Wehrmacht den mittleren Bogen.
Im Jahre 1957 wurde die Alte Mainbrücke nach Abtrag von zwei Pfeilern mit einem Betonbalken über der Hauptöffnung wiederhergestellt, um einen modernen Schiffsverkehr zu ermöglichen. Im September 2006 wurde das Bauwerk wegen Einsturzgefahr voll gesperrt, und im April 2007 folgte der Abbruch des Betonträgers. Im selben Jahr war der Restabbruch und anschließende Neubau in ähnlicher Form geplant. Nachdem die Bauforschung den historischen Wert des Bauwerks dargestellt und die Brücke auf eine Stufe mit der Alten Mainbrücke in Würzburg und der Steinernen Brücke in Regensburg gestellt hatte, wurde generalsaniert. Mit Fördermitteln des Freistaates Bayern, Zuschüssen des Amtes für Denkmalschutz, des Bundes sowie der Stadt Ochsenfurt wurde die Brücke ab 2010 wiederaufgebaut und Ende Juni 2012 mit einem Mittelteil aus Spannbeton feierlich eingeweiht. Für Fußgänger und Radfahrer wurde für die Zeit des Wiederaufbaus vom Verkehrsverein eine Fährverbindung unterhalb der Brücke eingerichtet. Nach Abschluss der Brückensanierung blieb das Fährschiff Nixe, dessen Weiterverkauf zunächst diskutiert worden war, in Ochsenfurt.

#### Neue Mainbrücke
Die Neue Mainbrücke wurde 1954 zur Überführung der Bundesstraße 13 errichtet. Die Stahlbrücke wurde wegen starker Schäden 2016 abgebrochen und durch eine Neukonstruktion 2019 ersetzt.

#### Goßmannsdorfer Mainbrücke
Ende Dezember 2009 wurde die Mainbrücke Goßmannsdorf für den Verkehr freigegeben. Sie verbindet die Ortsteile Goßmannsdorf und Kleinochsenfurt und ist ein Teil der Ortsumgehung von Goßmannsdorf. Außerdem soll sie den Verkehr während der Bauarbeiten an den beiden anderen Brücken aufnehmen. Sie dient als Umleitung für die B 13.

## Persönlichkeiten

### Söhne und Töchter
- Hieronymus Dungersheim (1465–1540), katholischer Theologe
- Kilian Leib (1471–1553), Prior im Augustiner-Chorherren-Stift Rebdorf
- Georg Hutter (um 1472–1531), Theologe und Büchersammler
- Hans Keesebrod (1537–1616), Renaissance-Baumeister, hatte Bürgerrecht in Ochsenfurt, baute 1573 den Marktbrunnen
- Johann Dauth (1544–1621), Professor in Leipzig, Autor der Monographie De testamentis tractatus methodicus (1594)
- Kaspar Hofmann (um 1551–1623), Benediktinerabt im Stift Melk
- Johannes Kassian Speiser (1583–1640), Abt des Benediktinerklosters in Münsterschwarzach
- Johann Nicolaus Seitz (1646–unbekannt), Arzt in Würzburg, Mitglied der Gelehrtenakademie Leopoldina
- Johann Christoph Fesel (1737–1805), Hofmaler der Würzburger Fürstbischöfe
- Johann Adam Geßner (1755–1807), Bildhauer und Bildstockmeister
- Adam Ulsamer (* 1795), Mediziner, Professor der Geburtshilfe in Landshut
- Johann Eck (1832–1920), Bürgermeister Hopferstadt und Mitglied des Deutschen Reichstags
- Joseph Roß (1836–1923), Domänenverwalter und Mitglied des Deutschen Reichstags
- Adam Grünsfelder (1861–1934), Orgelbauer[35]
- Josef Dünninger (1905–1994), Volkskundler und Philologe, Autor u. a. von „Bildstöcke in Franken“, in Goßmannsdorf geboren
- Edi Hornischer (1934–2001), Komponist und 47 Jahre lang „dichtender Bürovorsteher“ einer Ochsenfurter Rechtsanwaltskanzlei
- Manfred Ragati (1938–2023), ehem. Bundesvorsitzender der Arbeiterwohlfahrt
- Karl Hillenbrand (1950–2014), 1983–1996 Regens im Priesterseminar Würzburg, seit 1996 bis zu seinem plötzlichen Tod Generalvikar der Diözese Würzburg
- Volkhard Rührig (1953–1990), Schachspieler
- Joachim Vetter (* 1957), Präsident des Landesarbeitsgerichts Nürnberg
- Paul Lehrieder (* 1959), Politiker (CSU)
- Klaus Ott (* 1959), Journalist
- Volkmar Halbleib (* 1964), Politiker (SPD)
- Ulrich Riegel (* 1966), katholischer Theologe und Hochschullehrer
- Robert Weber (* 1966), Hörspielautor
- Christian Reichert (* 1971), Konzertgitarrist
- Peter Freitag (* 1972), Künstler
- Thomas Neeser (* 1973), Koch
- Tomas Oral (* 1973), Fußballtrainer
- Markus Frenzel (* 1976), Journalist und Buchautor
- Robert Garrett (* 1977), Basketball-Nationalspieler
- Christian Grabau (* 1982), Pädagoge
- Maximilian Götz (* 1986), Automobilrennfahrer
- Carolin Veeh (* 1987), Fußballspielerin
- Tim Kleinwächter (* 1989), Paracyclist
- Christian Rasp (* 1989), Bobsportler, Welt- und Europameister

### Mit Ochsenfurt verbunden
- Leopold Kurzhammer (um 1683–1749), Bildhauer und Bildstockmeister, lebte ab 1731 in Ochsenfurt
- Johann Michael Pfeuffer (1742–1805), Bildhauer und Bildstockmeister, Pfeuffer lebte ab 1772 im heutigen Gemeindeteil Hopferstadt und hatte hier auch seine Werkstatt
- Simone Barrientos (* 1963), Politikerin, MdB (2017–2021), lebt seit 2014 in Ochsenfurt